# 藏族骰子遊戲

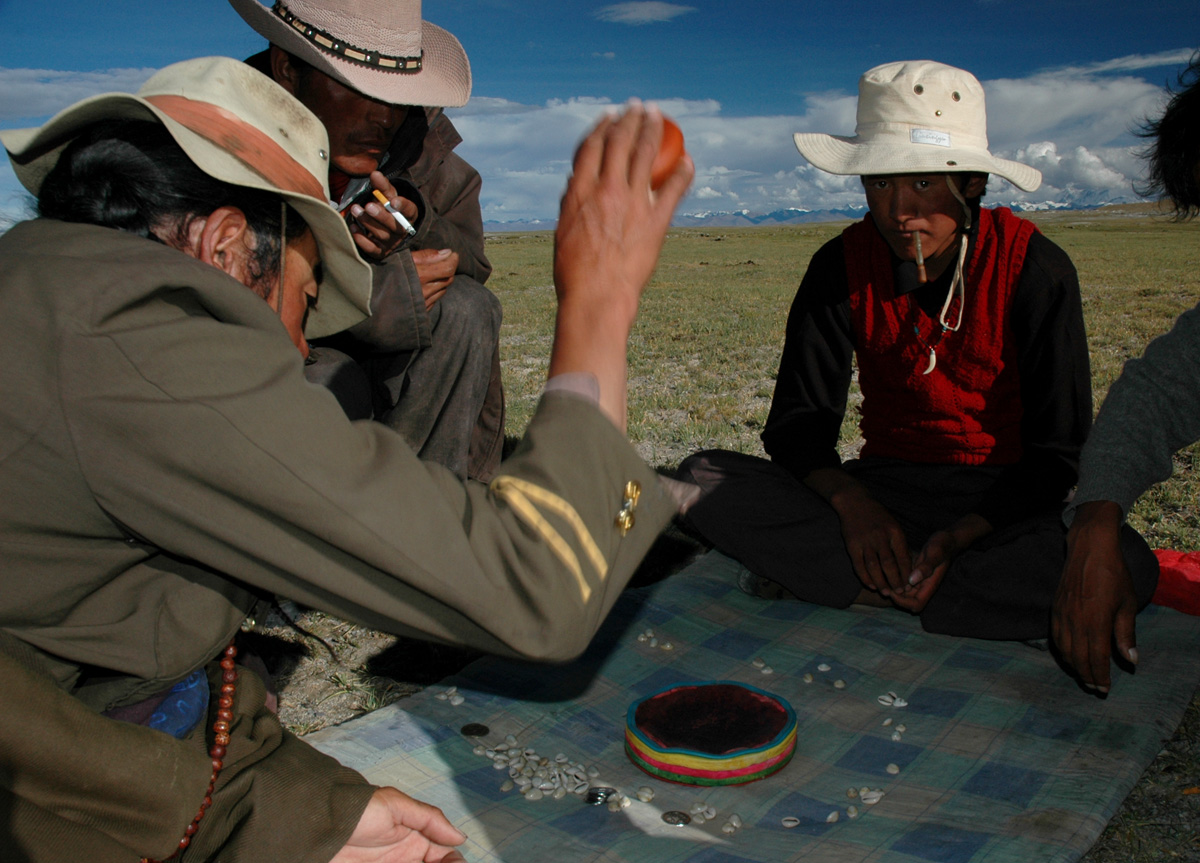
藏族骰子遊戲

藏族骰子遊戲（藏語：ཤོ，威利转写：sho，THL：Sho，藏语拼音：Xo），或音譯為梟，藏語為骰子之意，是西藏流傳的擲賽遊戲，遊戲人數二到六人，以三人最為普遍，各地規則略有不同。
與樗蒲最類似，但西藏雙六規則較簡單，南北美洲原住民也有類似的局戲

## 博具

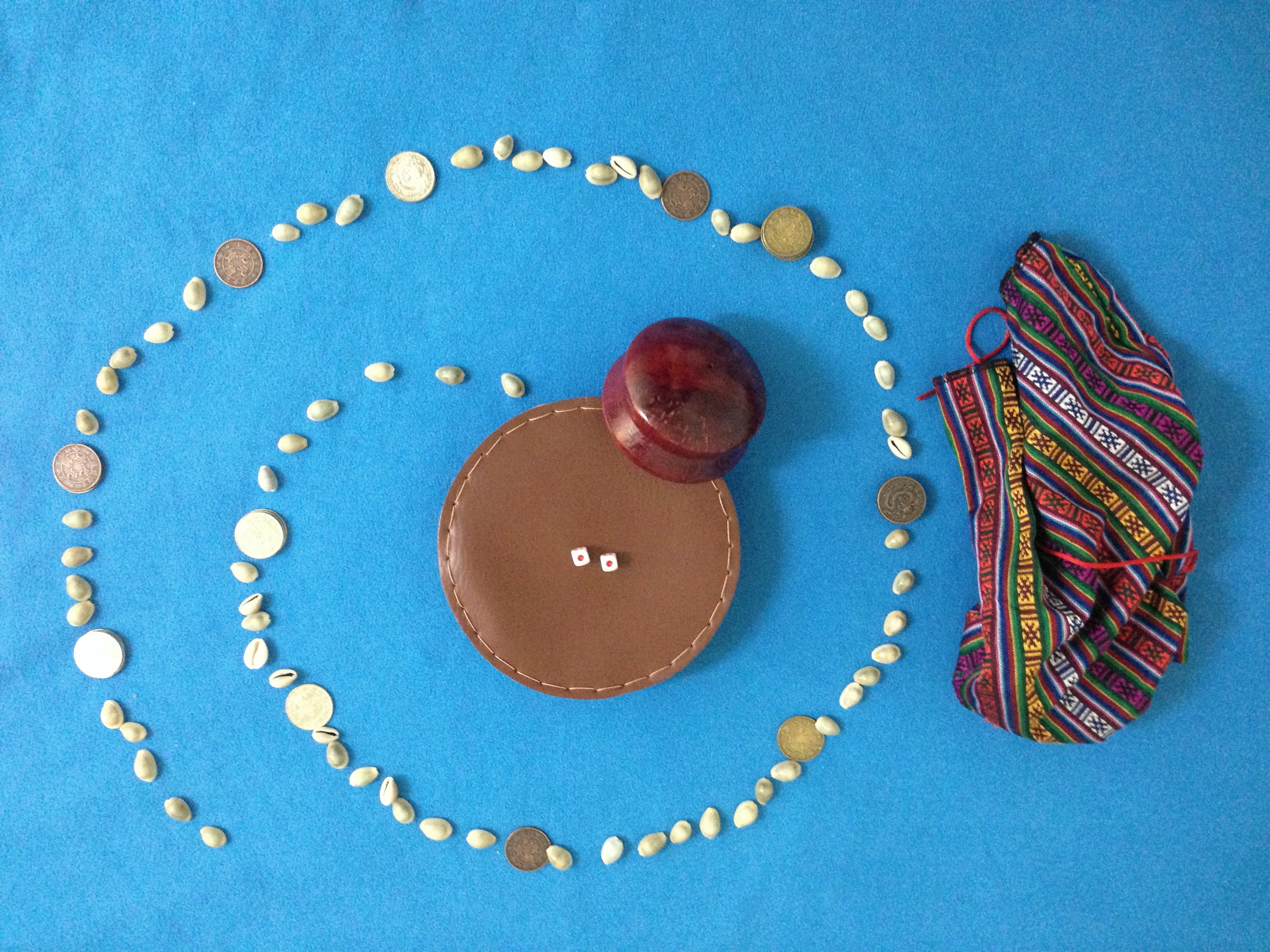
戲具

- 通常六十四枚貝殼。
- 每方九枚棋子，形狀扁圓可堆疊。
- 兩顆六面骰、一個骰碗、骰盤。

## 博法

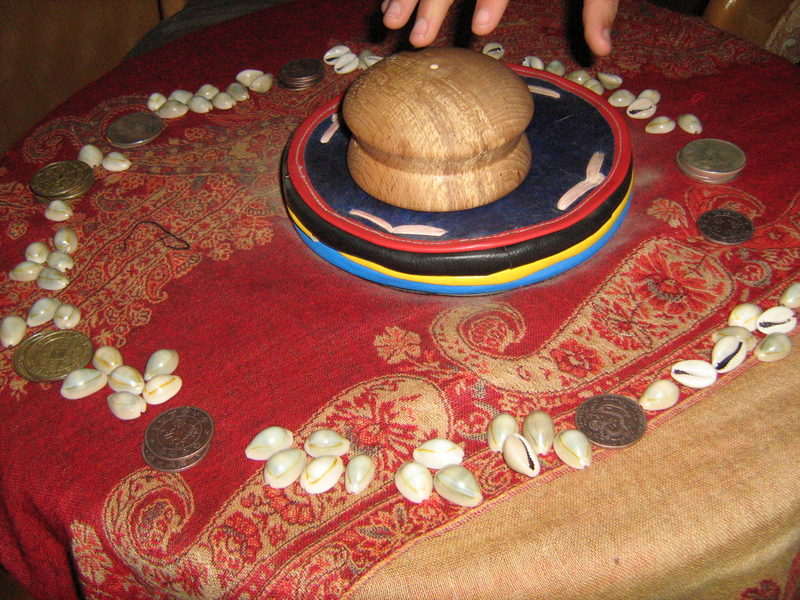
進行中的骰子遊戲

- 將所有貝殼以順時鐘方向由外朝內成一漩渦狀。各貝殼間留一空隙作棋位，共有六十五個棋位。以最外的貝殼側作起點，最內的貝殼側為終點。中心放骰碗、骰盤。
- 棋子先置於起點。
- 玩家輪流擲骰行棋，依采數移動一己棋由外朝內繞進，行進在空隙時可越過其他棋子，至空位、己棋處、或數量少於或等於己方移動棋疊的敵棋處。
  - 若至空隙的敵棋處，將該些敵棋移回起點，己方再獲得擲骰行棋。
  - 若至空隙的己棋處，將棋子疊在該些己棋上，以後一同移動。
  - 若兩骰子數相同，行棋後，己方再獲得擲骰行棋。
  - 若無法移動，放棄該回合。[5]
  - 采數大於離終點的步數，則只需移到終點。
- 以所有己棋先到達終點為勝。[6]